# Rudolf Bucher (Jurist)
Rudolf August Bucher (* 1. August 1826 in Ellwangen (Jagst); † 13. Februar 1889) war ein deutscher Jurist und Politiker.

## Leben
Bucher, Sohn des Landtagsabgeordneten Franz Bucher und katholischer Konfession, studierte von 1844 bis 1847 Rechtswissenschaften in Tübingen. Danach war er Kreisrichter und Staatsanwalt in Ellwangen (Jagst). Ab 1871 war in Schwäbisch Hall als Oberstaatsanwalt und Kreisgerichtsrat tätig und schließlich 1887 als Erster Staatsanwalt in Ulm.
Von 1871 bis 1877 war er für das Oberamt Künzelsau Mitglied in der Zweiten Kammer des württembergischen Landtags.

## Ehrungen
- Ritterkreuz des Ordens der Württembergischen Krone
- Ritterkreuz I. Klasse des Württembergischen Friedrichsordens